# Erik Sigfred Østergaard-Petersen
Erik Sigfred Østergaard-Petersen (15. marts 1910 – 20. december 1943 i København) var kaptajn og medlem af Folkeværnet under Schalburgkorpset. Han blev likvideret i sit hjem på Gammel Kongevej den 20. december 1943 kl. 17:15 af Holger Danskes Bent Faurschou-Hviid (kaldet "Flammen"), Jørgen Haagen Schmith (kaldet "Citronen"), Patrick Schultz (kaldet "Bent") og Erik Koch Mikkelsen (kaldet "Mix").
Efter befrielsen blev der oprettet et særligt ministerium, der skulle afgøre, hvorvidt de enkelte likvideringer, der skete under besættelsen, var "legitime" eller ej. Omstændighederne omkring likvideringssagerne blev hemmeligholdt. Når først en likvidering havde fået legitim status, så var det næsten umuligt for de likvideredes pårørende at få omstændighederne omkring likvideringen afklaret. Efterhånden startede en debat omkring brugen af likvideringerne i modstandskampen.